# 克利姆科維采
克利姆科維采，德语：Königsberg in Schlesien，西里西亚的柯尼斯贝格。是捷克的城鎮，位於該國東部捷克西里西亚，毗鄰與波蘭接壤的邊境，由摩拉維亞-西利西亞州負責管轄，面積1.42平方公里，海拔高度382米，2010年人口達到4,137。

## 外部連結
- （捷克文） Official website（页面存档备份，存于）
- （英文） Information in English